# 2005
2005（二千五、二〇〇五、にせんご）は、自然数また整数において、2004の次で2006の前の数である。

## 性質
- 2005 は合成数であり、約数は 1, 5, 401, 2005 である。
  - 約数の和は2412。
- 578番目の半素数である。1つ前は1994、次は2018。
- 各位の和が7になる65番目の数である。1つ前は1600、次は2014。
- 2005 = 182 + 412 = 222 + 392
  - 異なる2つの平方数の和で表せる571番目の数である。1つ前は2000、次は2009。(オンライン整数列大辞典の数列 A004431)
  - 2つの平方数の和2通りで表せる145番目の数である。1つ前は2000、次は2020。
- 3つの平方数の和7通りで表せる91番目の数である。1つ前は1976、次は2018。(オンライン整数列大辞典の数列 A025327)
- 2005 = 33 + 53 + 53 + 123
  - 4つの正の数の立方数の和で表せる626番目の数である。1つ前は2002、次は2009。(オンライン整数列大辞典の数列 A003327)

## その他 2005 に関連すること
- フェラーリ・F2005は、スクーデリア・フェラーリのフォーミュラ1カー。